# Anauxesis nigroantennalis
Anauxesis nigroantennalis là một loài bọ cánh cứng trong họ Cerambycidae.